# Bakgat!
 (juin 2021).
Série
Bakgat! 2
(2010)
Pour plus de détails, voir Fiche technique et Distribution.
Bakgat! est un film sud-africain réalisé par Henk Pretorius, sorti en 2008. Le film a connu deux suites, Bakgat! 2 (2010) et Bakgat! tot die mag 3 (2013).

## Synopsis
Wimpie Koekemoer est un geek timide qui rêve d'être populaire. Katrien Swanepoel, la fille la plus populaire du lycée rompt avec Werner « Killer » Botha de l'équipe de rugby du lycée. Avec ses amies, elle décide de faire de Wimpie la nouvelle star de l'équipe.

## Fiche technique
- Titre : Bakgat!
- Réalisation : Henk Pretorius
- Scénario : Henk Pretorius et Danie Bester
- Musique : Benjamin Willem
- Photographie : Tom Marais
- Montage : C. A. van Aswegen
- Société de production : The Film Factory
- Pays de production :  Afrique du Sud
- Genre : Comédie
- Durée : 96 minutes
- Dates de sortie : 
  - Afrique du Sud : 11 avril 2008

## Distribution
- Ivan Botha : Wimpie Koekemoer
- Cherie van der Merwe : Katrien Swanepoel
- Altus Theart : Werner « Killer » Botha
- Andrew Thompson : Fanie Voster
- Neil Sharim : Japie Lambert
- Ciske Kruger : Christie Barnard
- Lelia Etsebeth : Liezl du Plessis
- Heléne Lombard : Susan du Preez
- Deon Coetzee : Meneer Sterk
- Ian Roberts : Basjan du Preez
- Karen Fourie : Ester Koekemoer
- Andre Retief : Kornelius Koekemoer
- Dantus Lundall : Hermanus Sterk
- Ilona Nicholson : Minkie Stander
- Lea Clatworthy : Heleen Koekemoer

## Distinctions
Le film a été nommé au South African Film and Television Award du meilleur acteur pour Ivan Botha.